# Stora Träskö
Stora Träskö är en ö i Finland. Den ligger i Finska viken och i kommunen Ingå i den ekonomiska regionen  Raseborg i landskapet Nyland, i den södra delen av landet. Ön ligger omkring 41 kilometer väster om Helsingfors.
Öns area är 11,7 hektar och dess största längd är 0,7 kilometer i nord-sydlig riktning. Ön höjer sig omkring 15 meter över havsytan.